# Judith Butler
Judith Butler (* 24. februar 1956, Cleveland, Ohio, ZDA), ameriška filozofinja, ki deluje na področjih teorije spolov, politične filozofije in etike. Od leta 1993 je profesorica primerjalne književnosti in retorike na Kalifornijski univerzi Berkeley in je znana kot teoretik družbene moči, spola, spolnosti in identitete. 
Njene raziskave vključujejo vse od literarne teorije, moderno filozofskega leposlovja, feministične in študije o spolnosti, do evropske literature in filozofije devetnajstega in dvajsetega stoletja, Kafke, teme izgube, žalovanja in vojne. Njeno najnovejše delo se osredotoča na židovsko filozofijo in raziskovanje pred- in postsionističnih kritik državnega nasilja.

## Življenje in dosežki
Rodila se je v Clevelandu, Ohiu. Promovirala je na Univerzi Yale leta 1984 z doktorsko disertacijo, ki je bila kasneje objavljena kot Subjects of Desire: Hegelian Reflections in Twentieth-Century France. Bila je ustanovna direktorica programa kritične teorije na Berkeleyju. Dobila je nagrado Andrew Mellon Award za opazen akademski dosežek v humanističnih vedah (2009-13). Prejela je tudi nagrado Theodorja Adorna mesta Frankfurt (2012) v čast njenim prispevkom k feministični in moralni filozofiji, Brudner Prize univerze Yale za življenjski dosežek v gejevskih in lezbičnih študijah. Nagrajena je bila tudi s priznanjem Research Lecturer na Kalifornijski univerzi Berkley (2005). Prejemala je več štipendij: Guggenheim, Rockefeller, Ford, American Council of Learned Societies. Bila je članica Inštituta za napredne študije na Princetonu in na College des Hautes Etudes v Parizu. Prejela je častne diplome Université Bordeaux-III, Université Paris-VII, Grinnell College, McGill University, University of St. Andrews, Université de Fribourg v Švici, Universidad de Costa Rica, Universidad de Buenos Aires v Argentini in Université de Liége v Belgiji. Leta 2014 je dobila diplomo Chevalier of the Order of Arts and Letters francoskega kulturnega ministrstva. Leta 2015 je bila izvoljena za pripadajočo članico Britanske akademije.

## Politični aktivizem
Judith Butler je znana po svojem aktivizmu predvsem na področju feminizma in LGBT pravic. Nekaj časa je predsedovala upravnemu odboru IGLHRC (International Gay and Lesbian Human Rights Commission). Aktivna je tudi na področju protivojnega gibanja.
Trenutno je izvršna članica Fakultete za izraelsko-palestinski mir in Dženin teatra v Palestini. Je tudi članica svetovalnega odbora Judovskega glasu za mir.

## Biološki in družbeni spol
Delo Težave s spolom (Gender Trouble: Feminism and the Subversion of Identity) je prvič izšlo leta 1990, ter je eno izmed najbolj vplivnih del na področju kritične teorije spola. Prevedeno je bilo v več jezikov (tudi v slovenščino), prodanih pa je bilo več kot 100.000 izvodov. V njem se nanaša na predhodna dela Simone de Beauvoir, Julie Kristeve, Sigmunda Freuda, Jacquesa Lacana ter Michela Foucaulta.
Njena glavna teza je, da skladnost kategorij biološkega in družbenega spola ter spolnosti ni naravna, temveč je družbeno tvorjena. Družbeni spol (ang. gender) za Butler ni posledica biološkega spola (ang. sex), temveč način pojmovanja spolno označenega telesa. Biološki spol tako ne more obstajati neodvisno od družbenega spola. Družbeni spol pa se družbeno vzpostavi skozi ponavljanja stiliziranih dejanj v času, ki dajejo vtis ontološkega družbenega spola; to Butler imenuje performans oz. performativnost spola.
Prav tako kritizira binarno pojmovanje biološkega spola kot naravne tvorbe, saj je spolno označeno telo vedno družbeni produkt regulativnega diskurza. Pojmovanje biološkega spola kot fundamentalne osnove kategorij družbenega spola in spolnosti je torej napačna, vendar je zaradi domnevne očitnosti biološkega spola v družbi videna kot naravno dejstvo. Hkrati trdi, da je feministična strategija razlikovanja med biološkim in družbenim spolom (sex/gender) v tem pogledu neučinkovita za spodbijanje spolne neenakosti in kompulzivne heteroseksualnosti.
Pojmovanje identitete kot ne-fiksne in spremenljive ter spola kot družbenega konstrukta je eden od temeljev queer teorije.

## Prevedeno v slovenščino
- Antigonina zahteva: sorodstvo med življenjem in smrtjo (2009), Študentska založba ;

- Težave s spolom: feminizem in subverzija identitete (2001), ŠKUC, Ljubljana ;

- O lingvistični ranljivosti (2013), Problemi : revija za kulturo in družbena vprašanja. Letn. 51, št. 9/10 (2013), str. 5-53

## Neprevedena dela
- Undoing Gender (2004)
- Surface Tensions: Judith Butler on Diane Arbus (2004)
- Giving an Account of Oneself (2005)
- Is Critique Secular? (co-written in 2009)
- Frames of War: When Is Life Grievable? (2009)
- Who Sings the Nation-State?: Language, Politics, Belonging (with Gayatri Spivak in 2008)
- Precarious Life: Powers of Violence and Mourning (2004)
- Antigone's Claim: Kinship Between Life and Death (Columbia University Press, 2000)
- Hegemony, Contingency, Universality, with Ernesto Laclau and Slavoj Zizek, (Verso Press, 2000)
- Subjects of Desire: Hegelian Reflections in Twentieth-Century France (Columbia University Press, 1987)
- Gender Trouble: Feminism and the Subversion of Identity (Routledge, 1990)
- Bodies That Matter: On the Discursive Limits of "Sex" (Routledge, 1993)
- The Psychic Life of Power: Theories of Subjection (Stanford University Press, 1997)
- Excitable Speech: Politics of the Performance (Routledge, 1997)